# Патлай Іван Михайлович
Ігор Миколайович Патлай (27 червня 1935року в місті Охтирка Сумської області) — фахівець у галузі лісівництва, академік Української академії аграрних наук (УААН), професор.

## Біографія
Патлай Ігор Михайлович народився 27 червня 1935 року в місті Охтирка Сумської області. В 1952 році закінчив Охтирську середню школу. В 1957 році закінчив Українську академію сільського господарства. Сфера наукових інтересів Ігора Михайловича Патлая — закономірності генетичної мінливості, питання використання природної внутрішньовидової різноманітності лісових деревних порід для підвищення продуктивності та якості лісів, теоретичні основи популяційного та плантаційного напрямів у насінництві для промислового та захисного лісорозведення, наукові основи генетичного поліпшення лісів і схема селекційного процесу для основних лісоутворювачів.

## Трудова діяльність
З 1958 року працював в Українському науково-дослідному інституті лісового господарства
Від 1958 року до 1967 року — молодший, потім старший науковий співробітник Червонотростянецької лісодослідної станції.
Від 1990 року — генеральний директор Українського науково виробничого об'єднання «Ліс». Водночас очолював Український науково-дослідний інститут лісового господарства, професор кафедри ботаніки Харківського державно-педагогічного університету імені Г. С. Сковороди. Автор більше як 180 наукових праць

## Досягнення
- 1991 — захистив дисертацію і здобув науковий ступінь доктор сільськогосподарських наук
- 1991 — Патлаю Ігорю Михайловичу присвоєно вчене звання професора.